# Sant Martí de Vilallonga del Camp
Sant Martí de Vilallonga del Camp és una església del municipi de Vilallonga del Camp (Tarragonès) protegit com a bé cultural d'interès local. L'església de Sant Martí és un edifici de grans proporcions al lloc més destacat de la plaça que porta el seu nom. Estructuralment presenta una planta de creu llatina amb tres naus. Els murs estan formats per grans carreus proporcionats i obra de maçoneria.
La façana mostra el més pur estil academicista, conjugant l'harmonia de les columnes que sostenen el porxo i els rítmics espais quadrats. El frontó de la façana és sostingut per quatre columnes, emmarcades per dues pilastres decorades amb ornaments d'acants als capitells. La façana resta inacabada. Només hi ha una torre campanar, on hi ha el rellotge. Tot just al costat oposat de la façana hi ha un espai, inicialment reservat a l'altra torre que no es va dur a terme. Al frontis de l'església es conserva una pintura força deteriorada, on es fa al·lusió a la història de Sant Martí partint-se la capa amb el pobre.

## Història
El projecte de l'església de Vilallonga porta la data de 1794. Aquesta església representa un cas atípic dins les construccions catalanes del moment, que seguien unes formes classicistes més aviat derivades de models italians. En aquesta obra, l'autor va seguir els models de Ventura Rodríguez, emprats a l'església de la Carolina de Jaén. És un exemple reeixit de formes acadèmiques, demostratiu de la línia imposada pels prohoms. Malgrat tot, els dos campanars resten inacabats respecte al projecte inicial. D'acord amb la inscripció commemorativa que hi ha a la façana, la primera pedra es posà el 29 d'octubre de 1795.
L'altar, restaurat després de la Guerra Civil pel pintor Anton Català i Gomis i l'escultor Modest Gené, mostra tot un conjunt de pintures, escultures i baixos relleus al·legòrics al poble i als seus patrons.
Vilallonga fou el poble natal de Pere Virgili, creador del col·legi de cirurgia de Barcelona; malgrat que a la data de construcció P. Virgili era mort, es creu que no degué ser aliè al projecte. Aquesta obra fou dirigida pel mestre d'obres Josep Miralles, amb una cura que demostra un ofici ben après.